# جامیشان علیا (سنقر)
جامیشان علیا (سنقر)، روستایی از توابع بخش مرکزی شهرستان سنقر در استان کرمانشاه ایران است.
مردمان این روستا به کردی لحجه کلیایی سخن می‌گویند  
این روستا سدی نسبتاً بزرگ دارد که سد جامیشان نام دارد.  

## جمعیت
این روستا در دهستان سرآب قرار دارد و براساس سرشماری مرکز آمار ایران در سال ۱۳۸۵، جمعیت آن ۲۶۷ نفر (۵۶خانوار) بوده‌است.